# Mai ti scorderò
Mai ti scorderò è un film del 1956 diretto da Giuseppe Guarino.

## Trama
A Rio Verde, piccolo borgo di campagna immaginario dell'Italia centrale, arriva una troupe cinematografica per girare un film: il produttore Carloni sceglie come protagonista femminile della pellicola una bella ragazza del posto, Maria, rimasta orfana di entrambi i genitori, che lavora nella trattoria del paese e che aveva sempre sognato di sfondare nel mondo del cinema; il protagonista maschile è invece il noto attore e cantante Riccardo Selvi; durante le riprese, che movimentano decisamente la vita quotidiana del tranquillo e placido paesino che ospita il set, tra Riccardo e Maria (che nella finzione della pellicola che si sta girando interpretano due innamorati) nasce un sentimento anche nella realtà, è ciò crea enorme scandalo tra gli abitanti del borgo; una volta finite le riprese, la troupe lascia Rio Verde e Maria, stanca dell'ambiente bigotto e chiuso dove vive, decide anch'essa di andarsene di nascosto dal suo paese e di trasferirsi a Roma per continuare la sua storia d'amore con Riccardo, ma qua scopre che l'uomo è già impegnato sentimentalmente con una sua collega, Gloria, celebre diva nonché donna di alto ceto sociale, con la quale convive e che non ha alcuna intenzione di lasciare. Maria decide comunque di rimanere in città per tentare di affermarsi come attrice ma l'incontro con un giovane aiuto-regista, che s'innamorerà segretamente di lei, aprirà gli occhi alla ragazza sulla realtà dell'ambiente cinematografico romano, solo all'apparenza bello e sfolgorante, ma in realtà molto duro e cinico. In preda alla depressione, Maria attraversando la strada viene travolta da una macchina e ricoverata d'urgenza in ospedale: qui accorre al suo capezzale l'intera troupe del film che aveva girato al suo paese di origine, compreso lo stesso Riccardo che, colpito dalla tenerezza e dalla bontà d'animo di Maria, si decide a lasciare Gloria per unirsi alla ragazza, che lo ama in maniera così grande e disinteressata.

## Produzione
La pellicola è ascrivibile al filone melodrammatico-sentimentale, comunemente detto strappalacrime, in seguito ribattezzato dalla critica con il termine neorealismo d'appendice.
Il film è stato girato per gli interni presso gli stabilimenti del S.A.F.A. Palatino di Roma. L'esterno degli stessi stabilimenti è visibile nella scena in cui Maria viene investita.
Nel ruolo di Camilla, una ragazza del paese, rivale di Maria, appare Marcella Mariani, eletta Miss Italia 1953, che aveva preso parte anche al celebre Senso di Luchino Visconti, morta tragicamente in un disastro aereo sul Monte Terminillo nel 1955.
Le canzoni Mai ti scorderò, Su brindiamo, Attimi d'incanto, La nebbia tornerà e Io vendo unos besos sono eseguite da Gian Giacomo Guelfi.

## Distribuzione
Realizzato nel 1953 (periodo in cui il filone strappalacrime era molto in auge in Italia tra il pubblico, sebbene malvisto dalla critica cinematografica di allora), il film ebbe molte difficoltà a trovare una distribuzione, e riuscì a raggiungere le sale cinematografiche italiane grazie ad una compagnia di distributori indipendenti solamente tre anni dopo, a partire dal 19 aprile del 1956, quando invece il genere melò era ormai entrato nella sua fase calante.

## Accoglienza
Il film ebbe un incasso di appena 16.000.000 di lire dell'epoca.